# بهترین مرد (فیلم ۱۹۶۴)
بهترین مرد (انگلیسی: The Best Man) فیلمی در ژانر کمدی-درام به کارگردانی فرانکلین جی. شافنر است که در سال ۱۹۶۴ منتشر شد.

## بازیگران
- هنری فوندا
- کلیف رابرتسون
- لی تریسی
- مارگارت لیتون
- ادی آدامز
- آن سوترن
- کوین مک‌کارتی
- جین ریموند
- ریچارد آرلن
- جورج فورث
- ماهالیا جکسون
- شلی برمن
- ویلیام «بیل» هنری
- بلوسوم راک
- پنی سینگلتون
- جین روث
- ماری لارنس